# Roca d'Urús
La Roca d'Urús és una muntanya de 1.512 metres que es troba al municipi d'Urús, a la comarca catalana de la Baixa Cerdanya. Hi ha una de les cinc poblacions catalanes de l'oròfit Daphne alpina.